# Gustav Wolff (Mediziner)
Gustav Wolff (* 18. März 1865 in Karlsruhe; † 25. Oktober 1941 in Basel) war ein deutsch-schweizerischer Psychiater, Hochschullehrer, Autor und Übersetzer. 

## Leben
Der Sohn eines Rechtsanwalts studierte in Heidelberg, Karlsruhe und München Naturwissenschaften. Er absolvierte 1889 in Karlsruhe das Mittelschullehrerexamen und promovierte im selben Jahr in München.  Ab 1890 studierte er Medizin in Leipzig. 1893 absolvierte er in Heidelberg das Staatsexamen. Er arbeitete zunächst als psychiatrischer Assistenzarzt in Nietleben und ab 1895 an der Psychiatrischen Klinik in Würzburg. Er habilitierte sich 1897 in Würzburg für Psychiatrie. Ab dem 1. November 1898 arbeitete er als Sekundararzt in der Irrenanstalt Friedmatt in Basel. 1904 wurde er zum Direktor der Friedmatt und zum außerordentlichen Professor für Psychiatrie an der Universität Basel berufen. Ab 1907 war er  ordentlicher Professor für Psychiatrie. 1925 wurde Wolff emeritiert. 1939 wurde er in Basel eingebürgert.
Wolff war Gegner der Darwin’schen Theorie der natürlichen Selektion und Anhänger des Vitalismus.
Er hat Shakespeares Sonette ins Deutsche übertragen.
Wolff wurde 1932 zum Mitglied der Deutschen Akademie der Naturforscher Leopoldina gewählt.
Er war verheiratet und hatte vier Kinder.

## Veröffentlichungen

### Wissenschaftliche Schriften
- Die Cuticula der Wirbeltierepidermis. Geisendörfer, Heidelberg 1888 (= Dissertation, Universität München, 1888).
- Der gegenwärtige Stand des Darwinismus: Ein Vortrag. Engelmann, Leipzig 1896.
- Zur Histologie der Hypophyse des normalen und paralytischen Gehirns. Stahel, Würzburg 1897  (= Dissertation, Universität Würzburg, 1897).
- Über krankhafte Dissoziation der Vorstellungen. Voss, Hamburg 1897 (= Habilitationsschrift, Universität Würzburg, 1897).
- Zur Psychologie des Erkennens. Eine biologische Studie. Engelmann, Leipzig 1897.
- Beiträge zur Kritik der Darwin’schen Lehre. Gesammelte und vermehrte Abhandlungen. Georgi, Leipzig 1898.
- Mechanismus und Vitalismus. Thieme, Leipzig 1902.
- Klinische und kritische Beiträge zur Lehre von den Sprachstörungen. Veit, Leipzig 1904.
- Die Begründung der Abstammungslehre. Ernst Reinhardt, München 1907.
- Leben und Erkennen: Vorarbeiten zu einer biologischen Philosophie. Reinhardt, München 1933.

### Übersetzungen
- Der Fall Hamlet. Ein Vortrag mit einem Anhang: Shakespeares Hamlet in neuer Verdeutschung. Reinhardt, München 1914.
- William Shakespeare: Sonette. Englisch und Deutsch. Neue Verdeutschung von Gustav Wolff. Reinhardt, München 1939; Neuausgabe: Anaconda, Köln 2014, ISBN 978-3-7306-0164-8.